# 8875 Fernie
8875 Fernie eller 1992 UP10 är en asteroid i huvudbältet som upptäcktes den 22 oktober 1992 av den amerikanske astronomen Edward L.G. Bowell vid Palomarobservatoriet. Den är uppkallad efter J. Donald Fernie.